# Supercoppa delle Fær Øer 2018
La 12ª edizione della Supercoppa delle Fær Øer si è svolta il 3 marzo 2018 al Tórsvøllur di Tórshavn tra il Víkingur Gøta, vincitore della Formuladeildin 2017, e l'NSÍ Runavík, vincitore della coppa nazionale.
Il Víkingur Gøta si è aggiudicata la vittoria del torneo per la quinta volta nella sua storia.

## Tabellino
| Arbitro: | Troleis |

|           |                      |                  |
| Lawal 18’ | Marcatori            | 6’ Frederiksberg |
|           | Tiri di rigore 3 – 2 |                  |